# Zanaga
Zanaga es una localidad de la República del Congo, constituida administrativamente como un distrito del departamento de Lékoumou en el sur del país.
En 2011, el distrito tenía una población de 16 649 habitantes, de los cuales 7848 eran hombres y 8801 eran mujeres.
La localidad alberga desde 1939 una importante mina de hierro, considerada una de las más grandes del mundo, con menas que podrían alcanzar los 6800 millones de toneladas con un 32% de hierro.
Se ubica unos 120 km al noreste de la capital regional Sibiti, sobre la carretera P9 que lleva a Franceville. En el norte de la localidad hay un pequeño aeródromo rudimentario para solucionar las dificultades de comunicación por la gran distancia a las principales ciudades del país.